# Sonate K. 541
La sonate K. 541 (F.485/L.120) en fa majeur est une œuvre pour clavier du compositeur italien Domenico Scarlatti.

## Présentation
La sonate K. 541, en fa majeur, est notée Allegretto.

## Manuscrits
Le manuscrit principal est le numéro 28 du volume XIII (Ms. 9784) de Venise (1757), copié pour Maria Barbara ; les autres sont Parme XV 28 (Ms. A. G. 31420), Münster I 76 (Sant Hs 3964), Vienne D 26 (VII 28011 D) et Barcelone, Ms. M 1964.

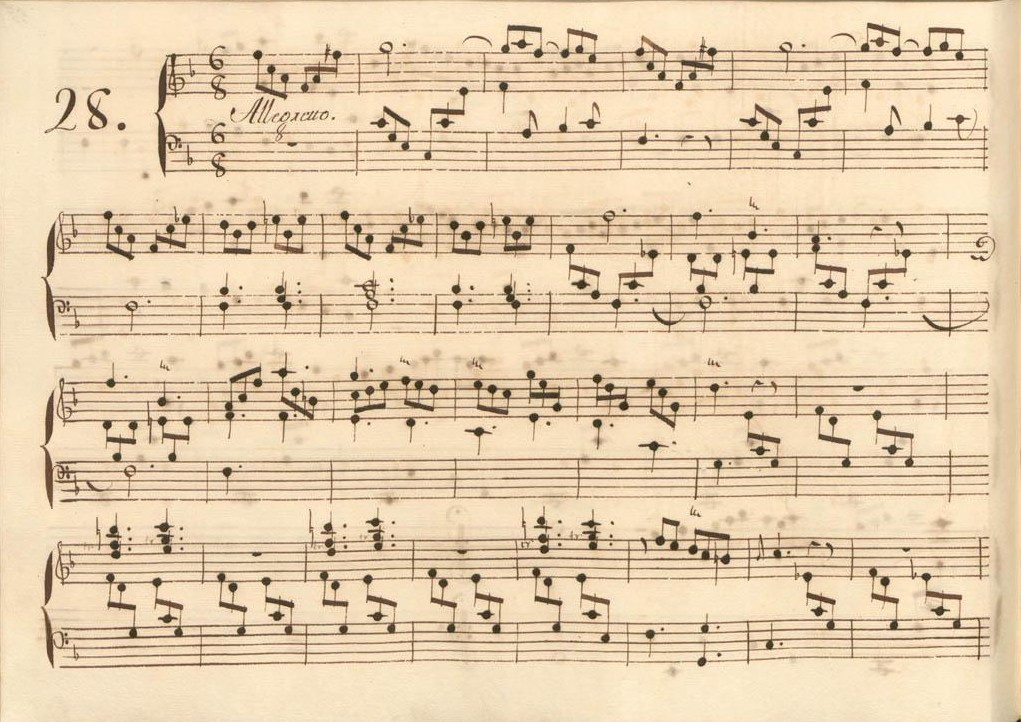
Parme XV 28.
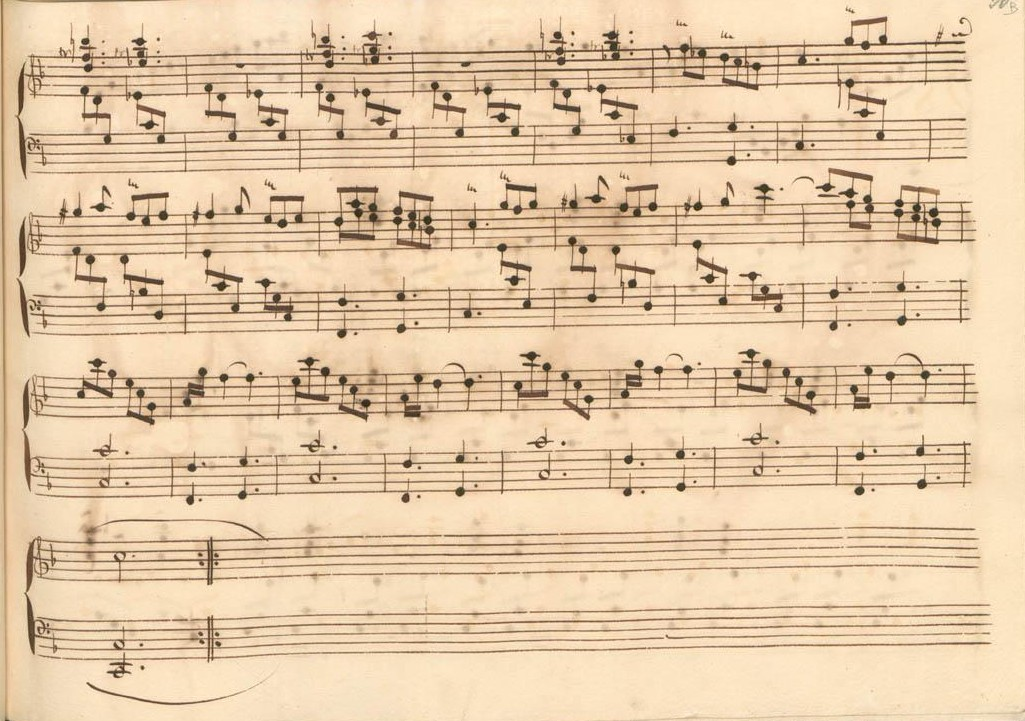
Parme XV 28 (fin de la première section).
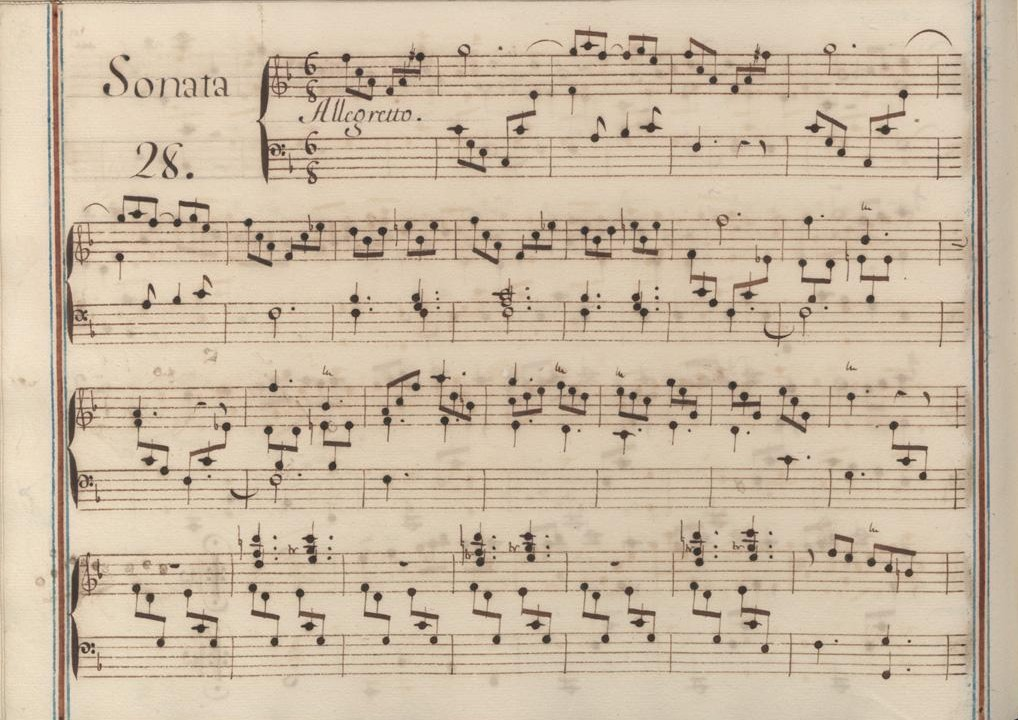
Venise XIII 28.

## Interprètes
La sonate K. 541 est défendue au piano notamment par Duanduan Hao (2015, Naxos, vol. 16) ; au clavecin par Scott Ross (1985, Erato), Richard Lester (2004, Nimbus, vol. 5), Pieter-Jan Belder (Brilliant Classics, vol. 12) et Fabio Bonizzoni (2003, Glossa) et Frédérick Haas (2016, Hitasura).

## Sources
: document utilisé comme source pour la rédaction de cet article.
- Ralph Kirkpatrick (trad. de l'anglais par Dennis Collins), Domenico Scarlatti, Paris, Lattès, coll. « Musique et Musiciens », 1982 (1re éd. 1953 (en)), 493 p. (ISBN 978-2-7096-0118-4, OCLC 954954205, BNF 34689181).
- Alain de Chambure, « Domenico Scarlatti : Intégrale des sonates — Scott Ross », Erato (2564-62092-2), 1985 (OCLC 891183737) .
- (en) W. Dean Sutcliffe, The Keyboard Sonatas of Domenico Scarlatti and Eighteenth-Century Musical Style, Cambridge / New York, Cambridge University Press, 2008, xi-400 (ISBN 978-0-521-07122-2, OCLC 1005658462, BNF 42017486), p. 164–166.
- (es) Celestino Yáñez Navarro (thèse), Nuevas aportaciones para el estudio de las sonatas de Domenico Scarlatti. Los manuscritos del Archivo de Música de las Catedrales de Zaragoza, Universitat Autònoma de Barcelona, 2016 (lire en ligne).